# Hans Herold (Politiker)

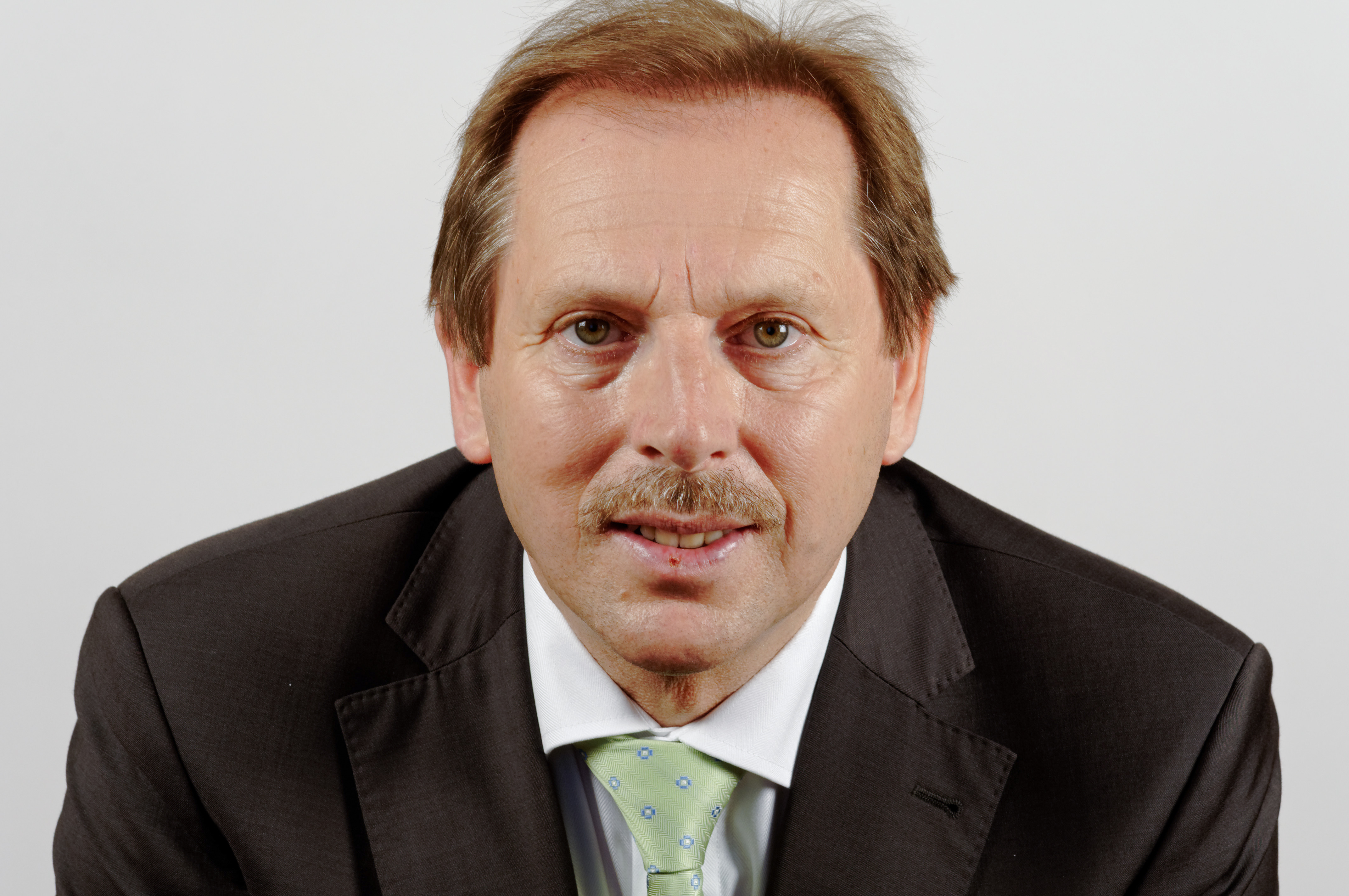
Hans Herold (2012)

Hans Herold (* 4. Juli 1955 in Geiselwind) ist ein deutscher Betriebswirt und Politiker der CSU. Von 2003 bis 2023 war er Mitglied des Bayerischen Landtags.

## Leben
Herold absolvierte eine Ausbildung zum Verwaltungswirt am Landratsamt Neustadt an der Aisch – Bad Windsheim. Danach absolvierte er ein Studium an der Verwaltungs- und Wirtschaftsakademie bei der Julius-Maximilians-Universität Würzburg und Studium der Wirtschaftssozialwissenschaften in Nürnberg. Er arbeitete danach im Landratsamt, u. a. als Kommunalreferent im Sachgebiet „Wirtschaftsförderung und Zuschusswesen“, im Sozialreferat und im Sachgebiet für „Öffentliche Sicherheit und Ordnung“. Zuletzt war er Leiter der Haupt- und Personalverwaltung.

## Partei
Herold ist seit 1975 Mitglied der CSU. Von 1983 bis 1990 war er Vorsitzender im JU-Kreisverband Neustadt a.d. Aisch-Bad Windsheim. Von 2002 bis 2021 war er Vorsitzender des CSU-Kreisverbandes Neustadt a.d. Aisch – Bad Windsheim.

## Öffentliche Ämter
Von 1984 bis 1996 war Herold im Gemeinderat von Ipsheim. Von 1996 bis 2008 war er ehrenamtlicher erster Bürgermeister von Ipsheim. 2003 wurde er als Mitglied des Bayerischen Landtags gewählt. Von 2003 bis 2008 war er Mitglied des Ausschusses für Verfassungs-, Rechts- und Parlamentsfragen, Mitglied im Arbeitskreis für Kommunale Fragen und Innere Sicherheit und Mitglied im Landessportbeirat als stellvertretender Vorsitzender des Finanzausschusses. Seit 2008 ist er Mitglied des Ausschusses für Staatshaushalt und Finanzfragen und Mitglied des Ausschusses für Fragen des öffentlichen Dienstes. Im Dezember 2011 wurde Hans Herold in das Präsidium des Bayerischen Landtages gewählt. Er vertritt den Stimmkreis Neustadt an der Aisch-Bad Windsheim, Fürth-Land (Mittelfranken) im Landtag. Herold ist eines der Mitglieder im Rundfunkrat des Bayerischen Rundfunks, die von der CSU-Landtagsfraktion entsendet werden. Bei der Landtagswahl 2023 trat er nicht erneut an.

## Privates
Herold ist katholisch, verheiratet und hat einen Sohn und eine Tochter. Er spielt Fußball beim FSV Ipsheim und läuft für den TSV Ipsheim. Er ist Mitglied im Schützenverein, Gesangverein, VdK und in der Europa-Union. Hans Herold ist Vorsitzender der Lebenshilfe für Menschen mit Behinderung im Landkreis Neustadt/Aisch – Bad Windsheim.

## Auszeichnungen
- 2022: Bayerischer Verdienstorden[3]